# 393 Lampetia

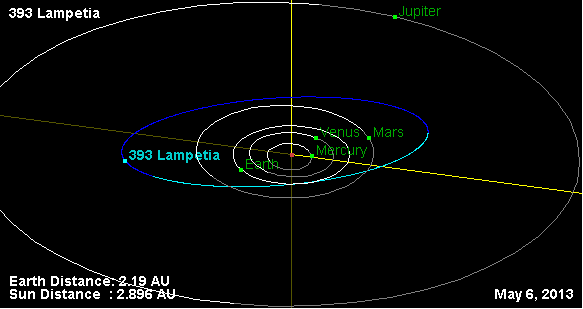
L'orbita di 393 Lampetia

393 Lampetia è un asteroide della fascia principale del diametro medio di circa 96,89 km. Scoperto nel 1894, presenta un'orbita caratterizzata da un semiasse maggiore pari a 2,7788016 UA e da un'eccentricità di 0,3315935, inclinata di 14,87016° rispetto all'eclittica.
Il suo nome è dedicato a due figure della mitologia greca: Lampezia, figlia di Apollo e della ninfa Neera, e una ninfa delle Eleadi.